# 卡雷拉什
卡雷拉什是葡萄牙波塔莱格雷区的一个堂区。总面积33.32平方公里，总人口674人，人口密度20.2人/平方公里。